# Dietmannsdorf (Gemeinde Weinburg)
Dietmannsdorf ist eine Ortschaft und eine Katastralgemeinde der Gemeinde Weinburg im Bezirk St. Pölten-Land in Niederösterreich. Die Ortschaft hat 287 Einwohner (Stand 1. Jänner 2024).

## Geografie
Das nördlich von Weinburg liegende Dorf befindet sich westlich der Pielachtal Straße. Zur Ortschaft gehört auch der Hürmhof.

## Geschichte
Im Jahr 1822 wurde der Ort als Dorf mit 14 Häusern genannt, das nach Weinburg eingepfarrt war, wohin auch die Kinder eingeschult wurden. Die Herrschaft Fridau besaß die Ortsobrigkeit, übte die Landgerichtsbarkeit aus und besorgte die Konskription. Die Untertanen und Grundholde des Ortes gehörten den Grundherrschaften Fridau, Goldegg und Erla.
Laut Adressbuch von Österreich waren im Jahr 1938 in Dietmannsdorf mehrere Landwirte mit Ab-Hof-Verkauf ansässig, weiters gab es ein Kalkwerk.